# Henri Dry
Henri Dry, eigentlicher Name Henri Charles Jean-Marie Hogard und Henri Charles Jean Marie Hogard (geboren 14. Januar 1880 in Saint-Germain im ehemaligen Lothringen; gestorben 21. Februar 1965) war ein französischer Jurist, Zeichner, Maler und Karikaturist.
Zeitweilig als Magistrat und stellvertretender Richter am Tribunal erster Instanz in Bar-le-Duc tätig, schuf Hogard unter seinem Pseudonym zahlreiche komische Illustrationen und vielbeachtete Plakate.
Anfang 1939 wirkte Hogard als juristischer Rat in Rouen, als er am 2. Januar des Jahres für seine Verdienste zum Ritter der Ehrenlegion ernannt wurde.